# Jerome Kagan
Pour les articles homonymes, voir Kagan.
Jerome Kagan (né le 25 février 1929 à Newark (New Jersey) et mort le 10 mai 2021 à Chapel Hill (Caroline du Nord)) est un professeur de psychologie nord-américain connu pour son travail sur l'importance du tempérament dans le développement de la personnalité. Après avoir initialement cru surtout à l'importance de l'environnement, il en est venu peu à peu, en conduisant des études longitudinales sur des enfants à 4 mois, à 2 ans, 4 ans, 7 ans et 11 ans, à attribuer un rôle beaucoup plus important aux facteurs innés.